# Jin Chan
Le Jin Chan (chinois : 金蟾 ; pinyin : jīn chán ; litt. « Crapaud d'or », également appelé Chan Chu (chinois : 蟾蜍 ; pinyin : chánchú ; litt. « Crapaud ») ou Zhaocai Chan Chu (chinois : 招财蟾蜍 ; pinyin : zhāocái chánchú ; litt. « Crapaud signe de richesse »), le plus souvent traduit par « Crapaud d'argent » ou « Grenouille d'argent », représente un charme populaire feng shui pour la prospérité.
Cette créature mythique apparaîtrait durant la pleine lune, près des maisons ou des commerces qui recevront prochainement une bonne nouvelle. La plupart du temps, la nature de cette bonne nouvelle est bien entendu la richesse. Le Jin Chan est un compagnon du gourou taoïste Liu Hai, dans ses fonctions de dieu de la richesse. Le peintre Yan Hui le représente perché sur l'épaule de Liu Hai. En Chine, le crapaud est devenu un symbole de richesse, voire d'avarice, aux XVIe siècle et XVIIe siècle. Il est également associé au concept d'immortalité.

## Description
Le Jin Chan constitue la représentation la plus commune du crapaud parmi les objets d'art et de décoration chinois. Il est généralement dépeint comme un crapaud chinois avec des yeux rouges, des narines évasées, et une seule patte arrière (pour un total de trois pattes), assis sur une pile de traditionnels sapèques chinois, avec une pièce de monnaie dans sa bouche. Sur son dos, il porte souvent sept diamants.
Il peut aussi porter un jeune garçon sur son dos, figurant Liu Hai, qui vivrait sur la lune.

## Fonction
Selon les croyances du feng shui, les Jin Chan aident à attirer et à protéger la richesse, et protègent aussi contre le mauvais sort. Parce qu'il symbolise le flux de l'argent, les croyances feng Shui insistent sur le fait que la statue du Jin Chan ne doit pas être positionnée en face de la porte principale (l'extérieur). Il « ne doit jamais être conservé dans la salle de bain, la chambre à coucher, la salle à manger ou la cuisine ».